# Илемисте
Илемисте (ест. Ülemiste järv) језеро је у северном делу Естоније на подручју округа Харјума. Налази се у јужном делу града Талина и један је од најважнијих делова талинског хидросистема. Језеро се храни водом из реке Пирите са којом је повезано преко канала Васкјала−Илемисте, те из потока Курна. Некада је из језера отицала река Харјапеа, али је услед претеране експлоатације тај водоток потпуно пресушио.
Површина језера је 9,436 km2, максимална дубина је до 4,2 метра, укупна дужина обале 15,2 km, а површина сливног подручја језера око 99,24 км². Максимална дужина језера је до 4,1 km, ширина до 3,2 km, а при просечном водостају површина језера се налази на надморској висини од 35,7 метара.
На источној обали језера налази се талински аеродром Ленарт Мери.